# Memaliaj
Memaliaj è un comune albanese situato nella prefettura di Argirocastro.
In seguito alla riforma amministrativa del 2015, a Memaliaj sono stati accorpati i comuni di Buz, Fshat Memaliaj, Krahës, Luftinjë e Qesarat, portando la popolazione complessiva a 10.657 abitanti (dati del censimento 2011).
Fondata nel 1946 per supportare l'estrazione di carbone dalle miniere della zona, arrivò nel 1990 a smistare 500.000 tonnellate di minerale. Dopo il crollo del comunismo e l'apertura al libero mercato, le miniere chiusero e l'economia della città stagnò.

## Località
Il centro di Memaliaj (l'intero comune, fino al 2015) comprende le seguenti località:
- Memaliaj Fshat
- Vasjar
- Cerrile
- Mirine
- Dames
- Kallemb
- Kashisht
- Bylys